# Вовчанський повіт
Вовчанський повіт — історична адміністративно-територіальна одиниця Харківської губернії Російської імперії. Адміністративний центр — місто Вовчанськ.

## Підпорядкування
- Утворений 1780 року за указом імператриці Катерини II від 25 квітня у складі новоствореної Харківського намісництва з Хотімлянського комісарства Харківської провінції Слобідсько-Української губернії, Салтівського та частин Чугуївського та Корочанського повітів Бєлгородської провінції Бєлгородської губернії.
- 1796 року за указом імператора Павла I від 12 грудня увійшов до складу поновленої Слобідсько-Української губернії.
- 1835 назву губернії змінено на Харківську.
- 1923 року за адміністративною реформою повіт ліквідовано з утворенням Вовчанського району.

## Географія

### Розташування
Вовчанський повіт займав північно-східний виступ губернії та межував з Корочанським повітом Курської губернії, Валуйським повітом Воронезької губернії та різними повітами Харківської губернії.
Довжина його окружній межі становили 318 верст, найбільша протяжність з півночі на південь — 84 версти, зі сходу на захід — 80 верст; площа 3481 кв. верста. За величиною посідав п'яте місце в губернії.

### Поверхня
Головний схил повіту направляється за течією річки Сіверського Дінця (з північного заходу на південний схід), другорядні — за течією впадають в Донець приток; таким чином виходить (в напрямку з півночі на південь) цілий ряд дугоподібних терас; притоки приток утворюють ще кілька приватних невеликих схилів, а яри, русла пересохлих річок, балки — третьорядні схили, що відрізняються найбільшою різноманітністю.
У центральній частині повіту знаходиться плоска височина, яка дає початок місцевим річках і служить вододілом між притоками Дінця і Оскола.
Вовчанський повіт знаходиться досить високо над рівнем моря; східні частини його підносяться від 650 до 730 футів, західні — від 570 до 650 футів. Велика частина повіту має степової рівнинний характер; ліві берега представляють широкі річкові долини, перетворюються поступово у рівнини; горбистим характером відрізняється тільки невелика частина повіту, що знаходиться в східному його кутку.
Головною водною артерією Вовчанського повіту є Північний Донець зі своїми притоками — Велика Вовча, Хотімля, Гнилиця, Великий Бурлук, Бабка. Остання впадає з правого боку, решта — з лівого. Всі ці річки в наш час[коли?] маловодні і мілководні, влітку вони пересихають, особливо у верхній течії, і тільки навесні під час повені вирують швидкими потоками. Окрім річок, населення активно користується ставками та криницями.
Переважною формацією у Вовчанському повіті є крейдяна, яка оголюється в багатьох місцях (по течії Дінця та Вовчої). Крейда використовується, головним чином, на обмазку хат; вапно з неї робити неможливо через брак лісу. Переважний ґрунт в повіті — чорнозем, в одних місцях він змішаний з піском, а в інших — з глиною. Зустрічається в низинах і піщано-мулистий чорнозем, а вздовж Дінця та Вовчої тягнуться піски завширшки кілька верст. Товщина шару чорнозему коливається між 2 аршинами та 6 вершками, в середньому дорівнює ¾ аршина. Найбільші товщі його знаходяться на високих рівнинах, найменші — на схилах.
До числа несприятливих умов Вовчанського повіту потрібно нестачу лісу, що погано впливає на клімат: місцевість нічим не захищена від сухих східних вітрів (суховіїв і московських). Вони видувають частинки чорнозему з піщано-чорноземних ґрунтів і сніг з полів.

## Населення
1890 налічувалось 161 645 (83 033 чоловіки та 78 612 жінок).
За даними перепису 1897 року кількість мешканців зросла до 166 787 (84 351 чоловік та 82 436 жінок).

## Адміністративний поділ
Станом на 1913 рік у повіті було 14 волостей:
- Білоколодязька
- Великобурлуцька
- Вільхуватська
- Вовчанська
- Волохівська
- Графськосільська
- Козинська
- Миколаївська перша
- Миколаївська друга
- Новобурлуцька
- Печенізька (Новобєлгородська)
- Старосалтівська
- Хотомлянська
- Шиповацька
- та місто Вовчанськ із передмістям Заводи та приміською слободою Заводи.

### Поліцейські стани
В повіті було три поліцейських стани:
- 1-й стан з центом у слободі Хотомля
- 2-й стан з центром у слободі Вільхуватка
- 3-й стан з центром у слободі Білий Колодязь